# Шапел Батон (Вијена)
Шапел Батон (фр. Chapelle-Bâton) насеље је и општина у западној Француској у региону Поату-Шарант, у департману Вијена која припада префектури Монморијон.
По подацима из 2011. године у општини је живело 346 становника, а густина насељености је износила 11,66 становника/km². Општина се простире на површини од 29,68 km². Налази се на средњој надморској висини од 149 метара (максималној 165 m, а минималној 142 m).

## Демографија
| 1962. | 1968. | 1975. | 1982. | 1990. | 1999. | 2011. |
| ----- | ----- | ----- | ----- | ----- | ----- | ----- |
| 547   | 634   | 557   | 507   | 487   | 390   | 346   |

График промене броја становника у току последњих година